# إريغاردلس
irregardless إريغاردلس هي كلمة إنجليزية مستخدمة خاطئا في مكان ريغادلس regardless ومعناها «بغض أو بصرف النظر»، والكلمة الخاطئة مثيرة للجدل منذ أوائل القرن العشرين، على الرغم من أن الكلمة ظهرت في الطباعة في وقت مبكر من 1795.وتذكر أغلب القواميس بأنها الكلمة «غير قياسي» أو «غير صحيحة».

## المظهر في الكتب المرجعية
الطريق شمال شرق لمتابعة التقدم المحرز في والمشاعر نحو الكلمة من خلال دراسة كيفية وصفها في المراجع طوال القرن العشرين. جديد قاموس وبستر الدولي (2nd. إد. يمس، 1934) وصفت كلمة كشكل الخاطئة أو روح الدعابة من الكلمة، ويعزى ذلك إلى الولايات المتحدة. على الرغم من أن الكلمة كانت في بداية طريقها إلى المعجم الأمريكي، كان لا يزال غير معترف بها عالميا وأنه كان في عداد المفقودين تماما من فاولر الإنجليزية الحديثة الاستعمال، نشرت في عام 1965، ولا ذكر للكلمة تحت إدخال الكلمة الصحيحة. في السنوات الخمس والعشرين الماضية، أصبح للكلمة إدخال مشتركة في القواميس والكتب المرجعية الاستخدام، على الرغم من تميز باسم المتدنية أو لهجة. ويبدو في مجموعة واسعة من قواميس بما في ذلكعة ثالثا قاموس الدولي الجديد ويبستر للغة الإنجليزية يمس (1961، 2002)، قاموس بارنهارت من أصل الكلمة (1988)، وقاموس التراث الأمريكي (كلية الطبعة الثانية، 1991)، ومايكروسوفت إنكارتا
كلية قاموس (2001)، ووبستر العالم الجديد كلية قاموس (الطبعة الرابعة، 2004). يتم سرد تعريف في معظم القواميس مجرد regardless بغض النظر (جنبا إلى جنب مع المذكرة غير قياسي، أو ما شابه ذلك). ميريام وبستر حتى تنص على «استخدام regardless بغض النظر بدلا من ذلك.»
الأسترالية لغوي بام بيترز (دليل كامبردج إلى استخدام اللغة الإنجليزية، 2004) تشير إلى أن أصبحت irregardless لأن الأمثلة الطبيعية لهذه الكلمة في المجاميع من الإنجليزية كتابة وتحدثا وفاقت كثيرا من الأمثلة حيث هو في الواقع واستشهد فقط باعتباره مصطلح غير صحيحة. 

## مفروضة مقابل صفي
ويمكن للنهج المتبع من قبل مؤلفي المعاجم عند توثيق يستخدم كلمة وقيود مفروضة أو يكون وصفي. الطريقة المستخدمة مع irregardless وصفي بأغلبية ساحقة. كثيرا من الانتقادات التي تأتي من الاقتران النفي المزدوج من البادئة واللاحقة (أقل)، والتي تقف على النقيض من قطبية سلبية أظهرتها الأصناف الأكثر القياسية في اللغة الإنجليزية. النقاد أيضا استخدام الحجة القائلة بأن irregardless ليست كذلك، أو لا ينبغي أن يكون، وهي كلمة على الإطلاق لأنه يفتقر إلى السوابق من «النية الحسنة كلمة غير قياسي.» ويرد في مضاد ليست كذلك، والذي يحتوي على «علم الأنساب القديمة،» التي العلماء لم توجه مثل هذه الانتقادات.